# جرف سرحان
قرية جرف سرحان هي إحدى القرى التابعة لمركز ديروط في محافظة أسيوط في جمهورية مصر العربية. حسب إحصاءات سنة 2006، بلغ إجمالي السكان في جرف سرحان 10097 نسمة، منهم 5080 رجل و5017 امرأة.